# Шіборі

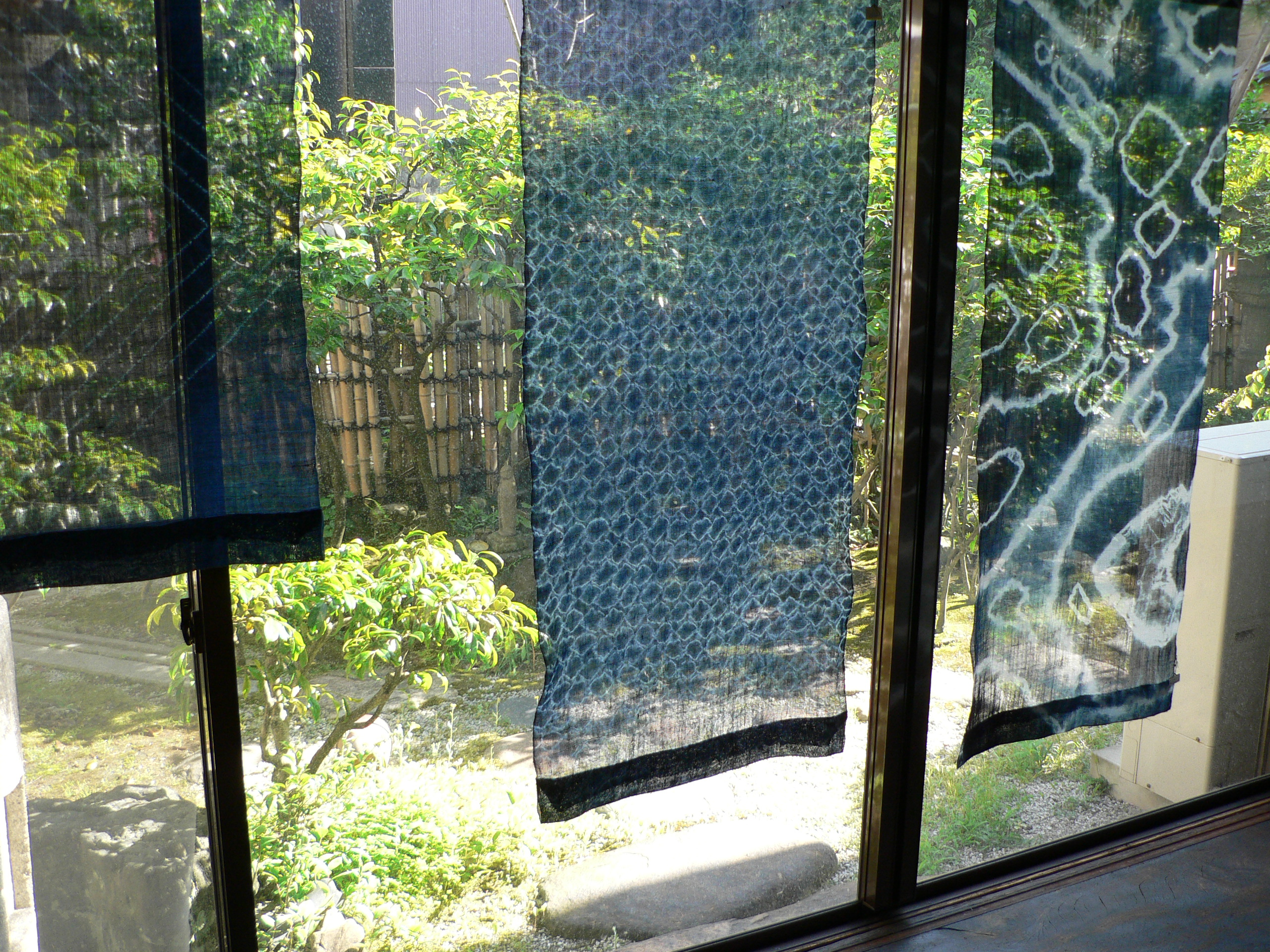
Приклади тканин, орнаментованих за технікою шіборі

Шіборі, сіборі (яп. 絞り染め) — японська техніка резервного фарбування, що застосовується для створення візерунків на тканині.

## Історія
Перше використання техніки шіборі для фарбування одягу в Японії датується VIII століттям; зразки такої одежі віднайдено серед речей, подарованих імператором Сьому для монастиря Тодай, що в Нарі.
До XX століття в Японії не було широкого доступу до багатьох видів тканин і фарб. Серед нечисельних доступних був шовк і прядиво, дещо згодом — бавовна. Основним барвником був індиго, та, меншою мірою, крап і столовий буряк
Шіборі разом із іншими текстильними техніками, як-от цуцуґакі, застосовувались разом із усіма цими тканинами та фарбниками.